# Heteralonia occlusoides
Heteralonia occlusoides är en tvåvingeart som först beskrevs av Paramonov 1928.  Heteralonia occlusoides ingår i släktet Heteralonia och familjen svävflugor. Inga underarter finns listade i Catalogue of Life.